# Bernard van Dieren
Bernard Hélène Joseph van Dieren, né le 27 décembre 1887 à Rotterdam – mort le 24 avril 1936 à Londres, est un compositeur et critique musical d'origine néerlandaise, expatrié en Grande-Bretagne en 1909. Il a publié un ouvrage sur Jacob Epstein.

## Œuvres
Van Dieren a composé de la musique de chambre (cf. son Quatuor à cordes no 6), 4 compositions pour piano, un opéra (The Tailor), 6 Sketches et Diafonia (pour baryton et orchestre de chambre).